# Condesa

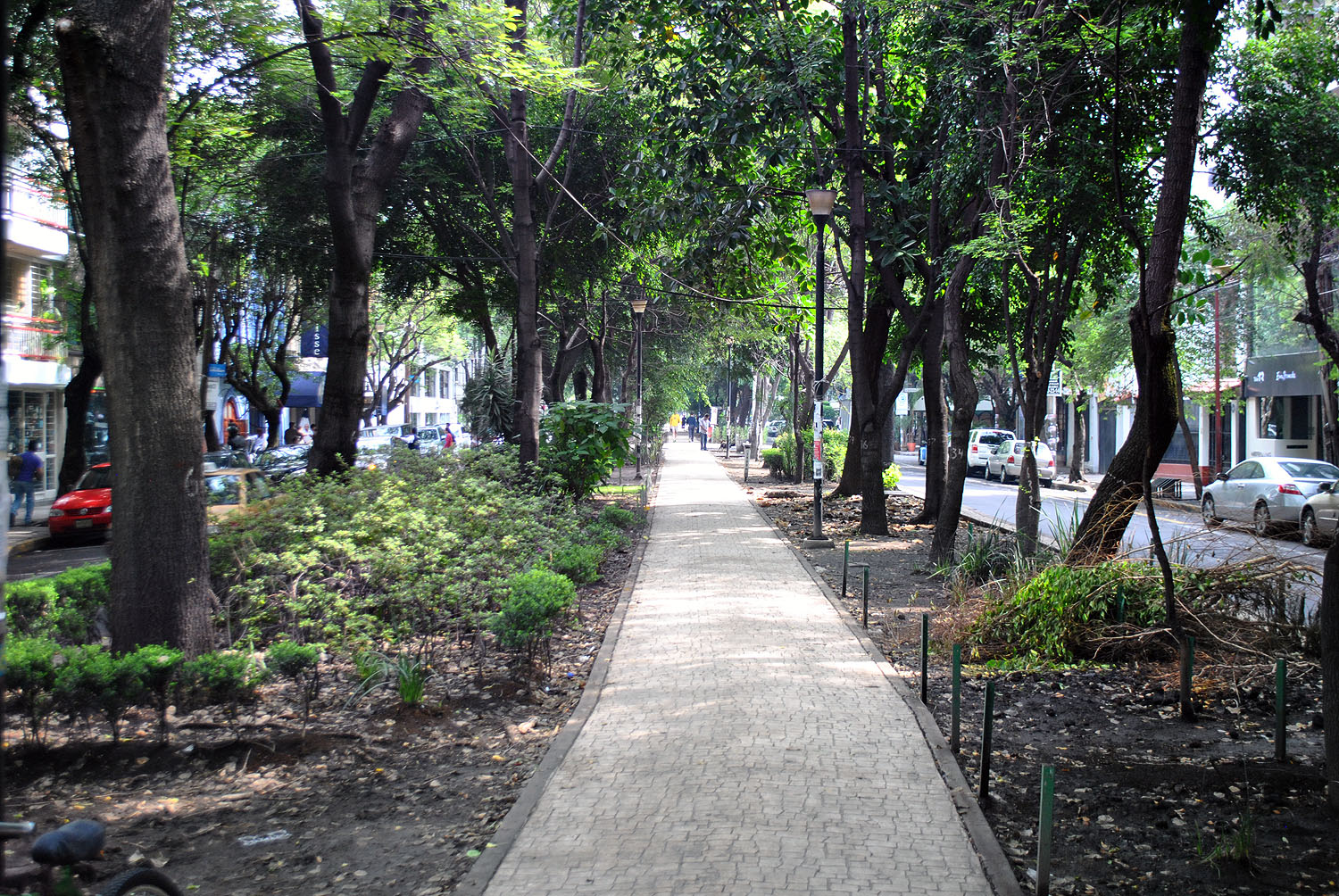
Groene middenberm in het midden van Avenida Ámsterdam

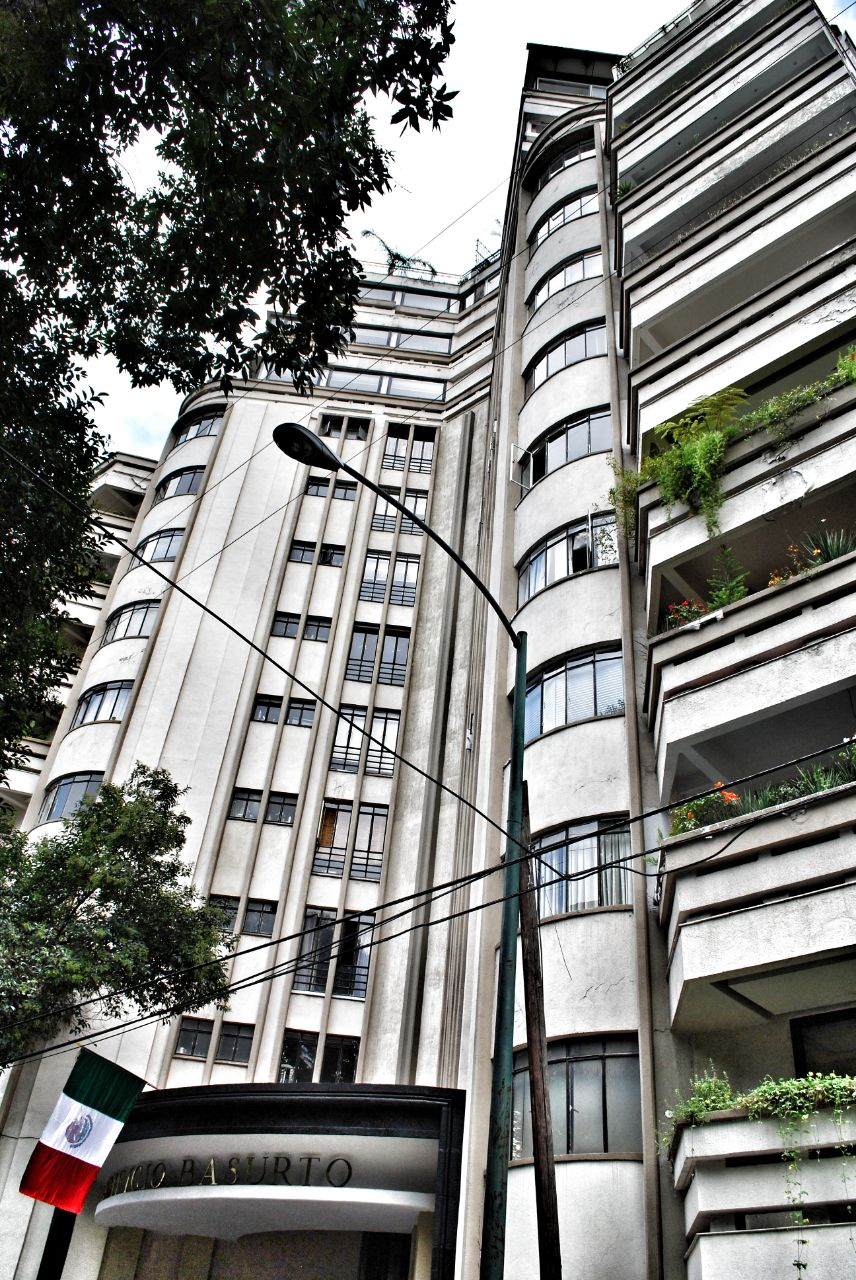
Basurto-gebouw

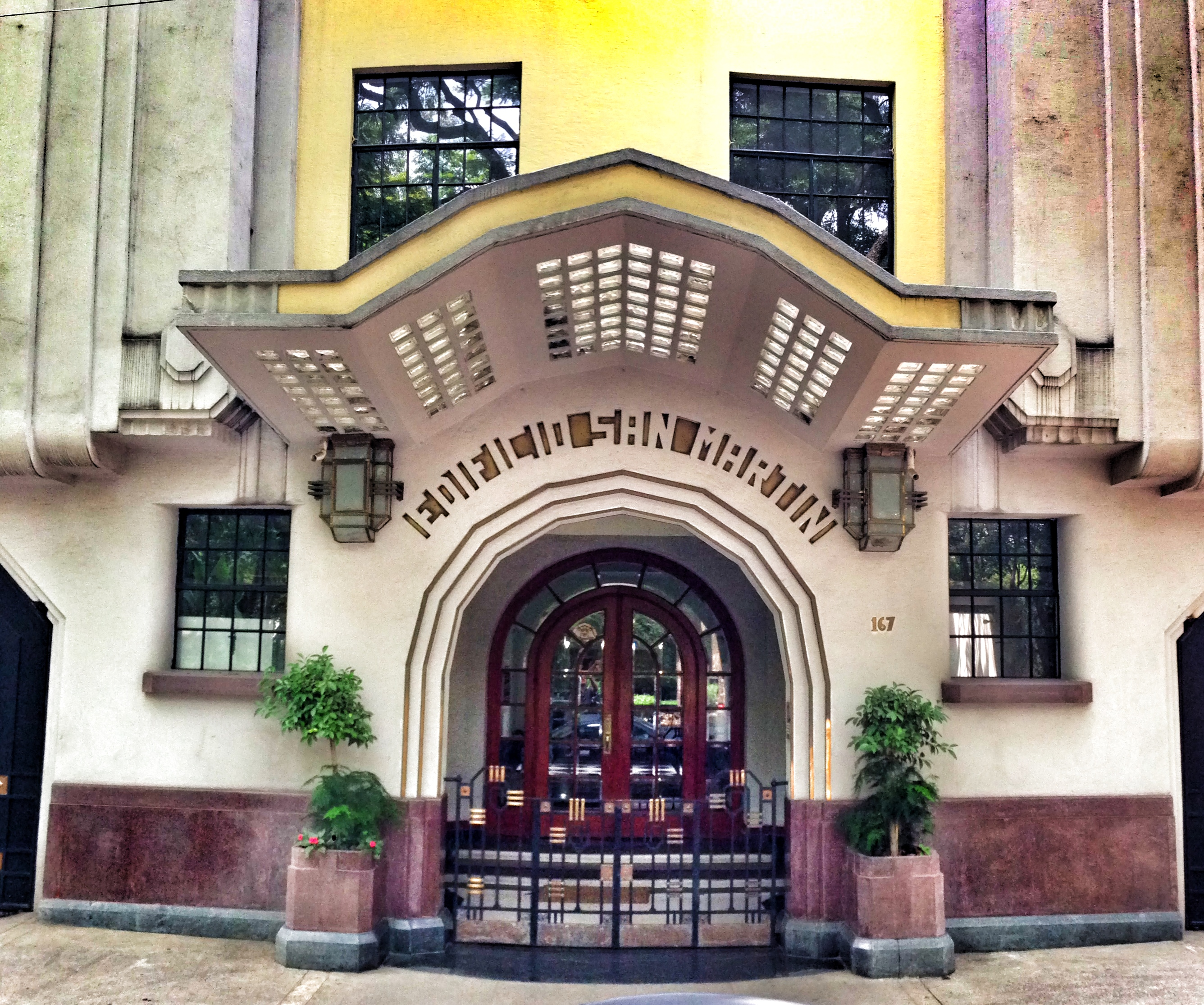
Edificio San Martín (1931, Ernesto Ignacio Buenrostro) aan de Avenida México

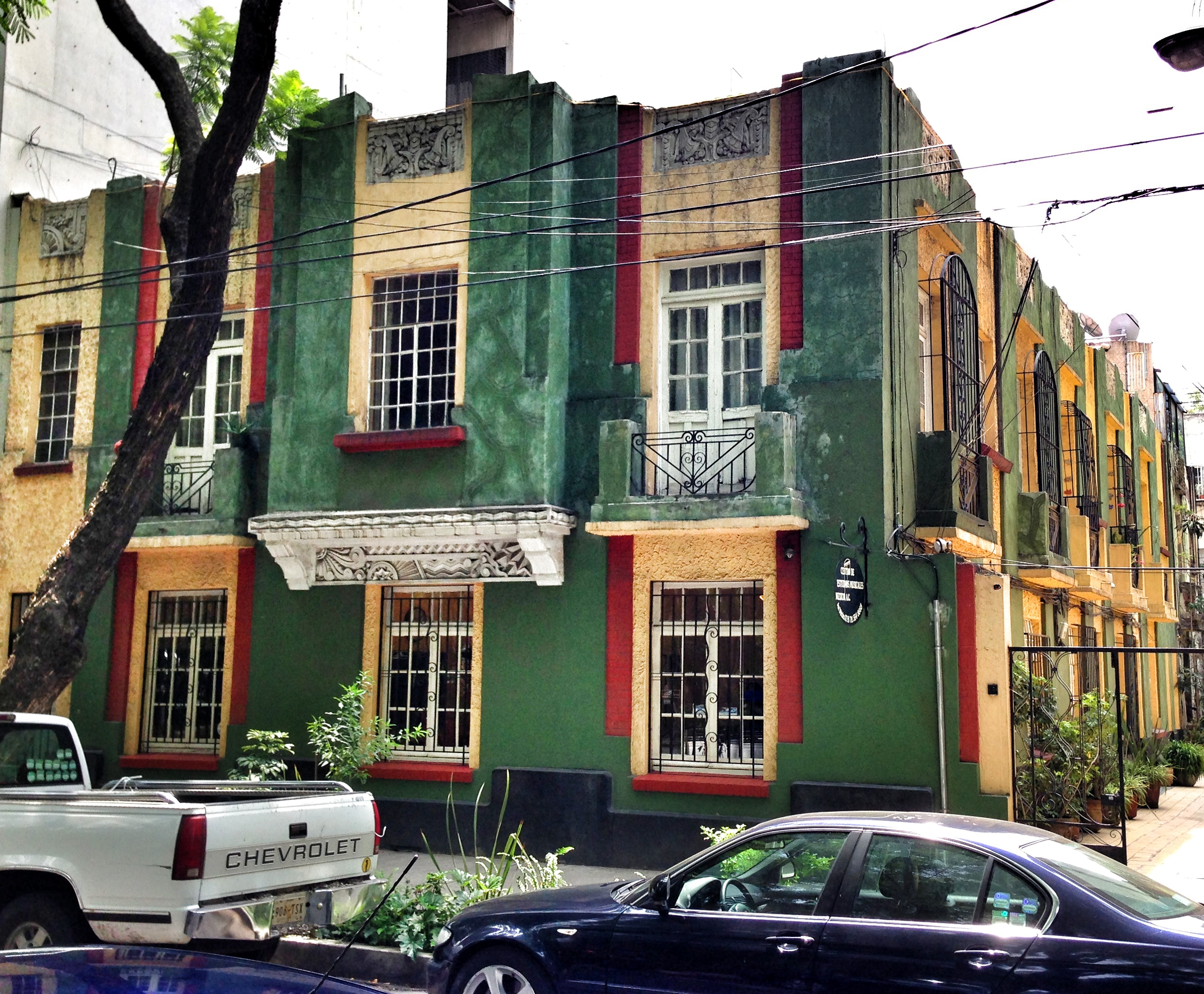
Gebouw aan de Avenida México

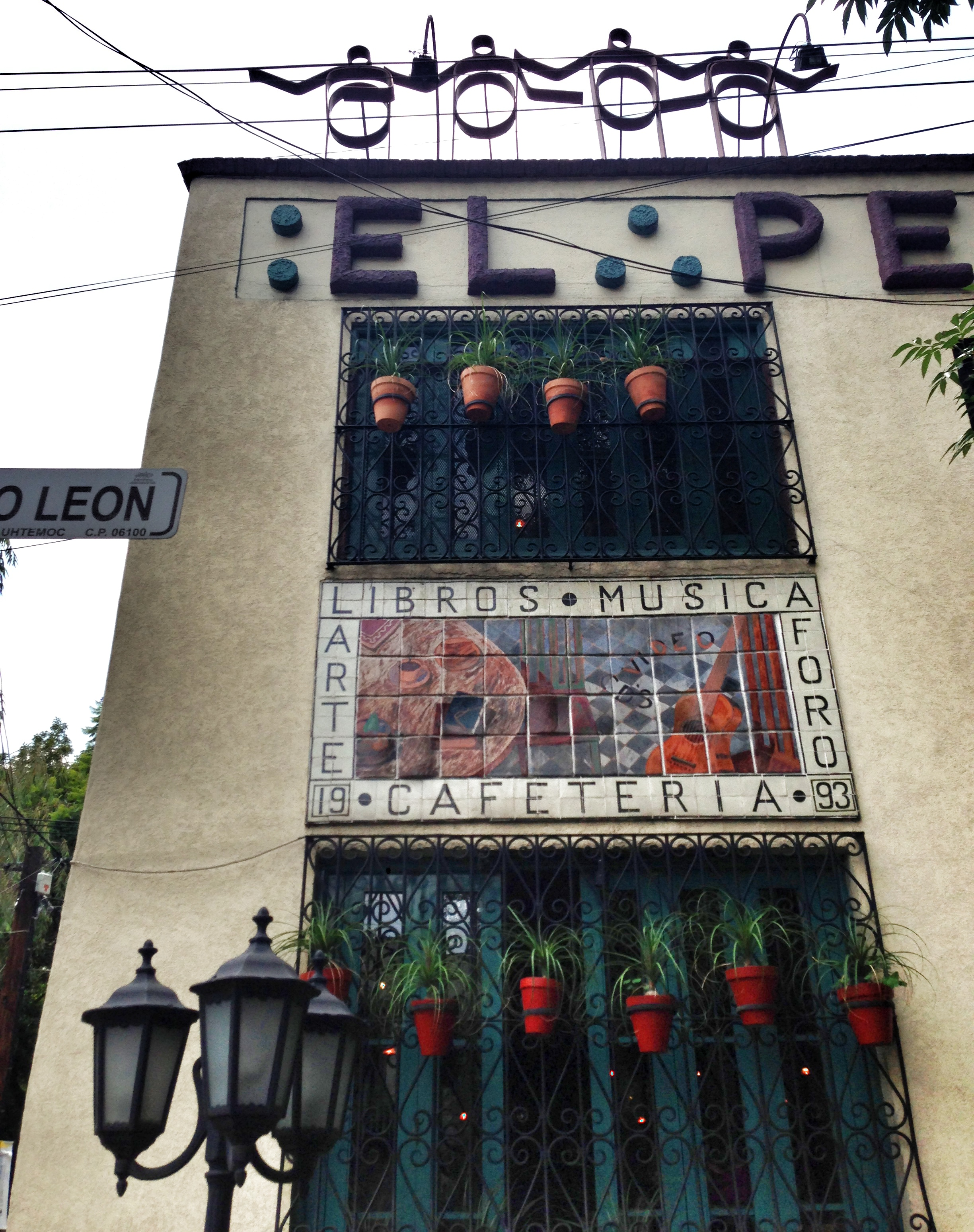
El Péndulo boekwinkel en koffiehuis, Av. Nuevo León

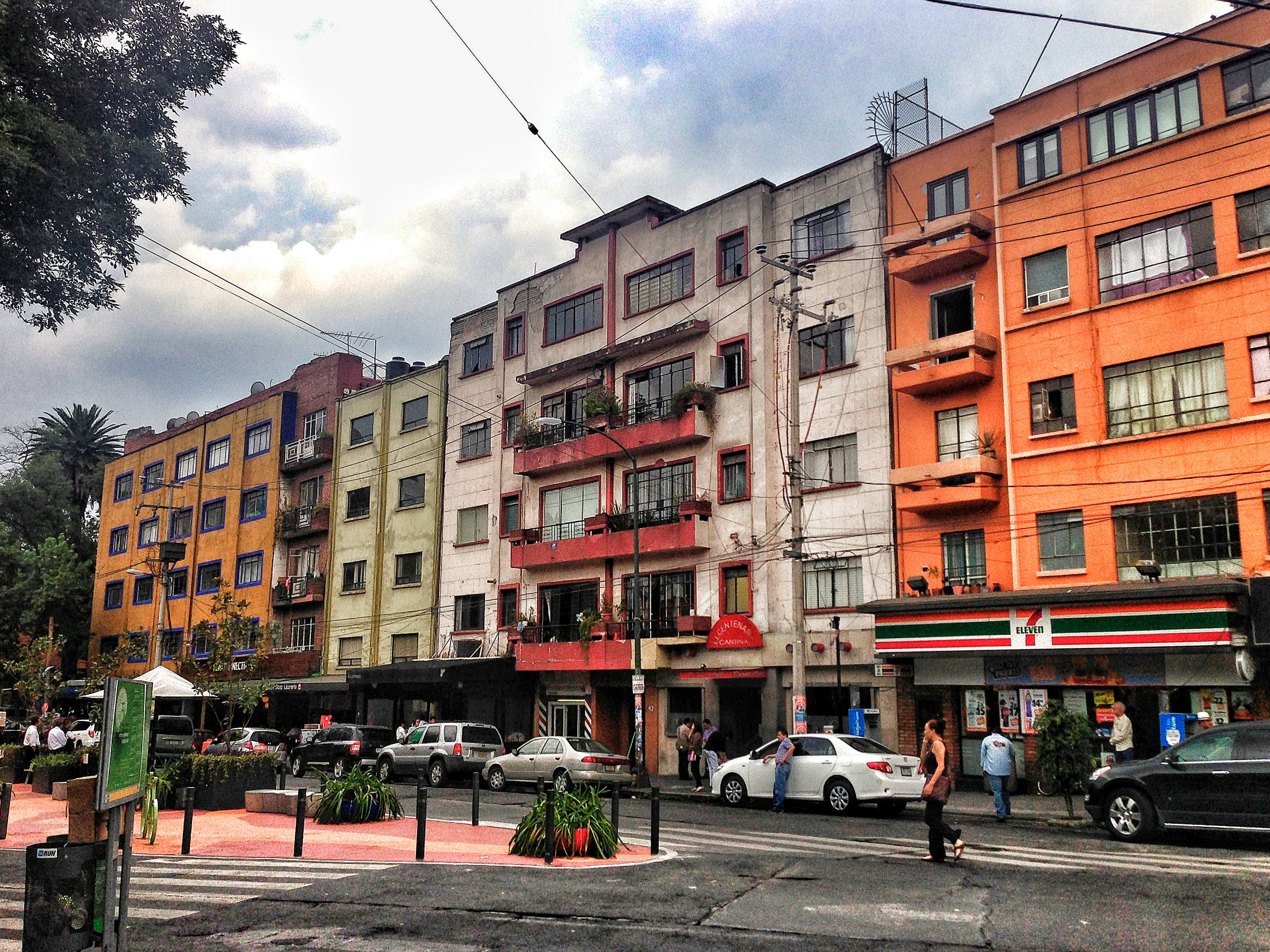
Av. Vicente Suárez kijkend naar oosten vanuit de Av. Michoacán en de Calle Atlixco

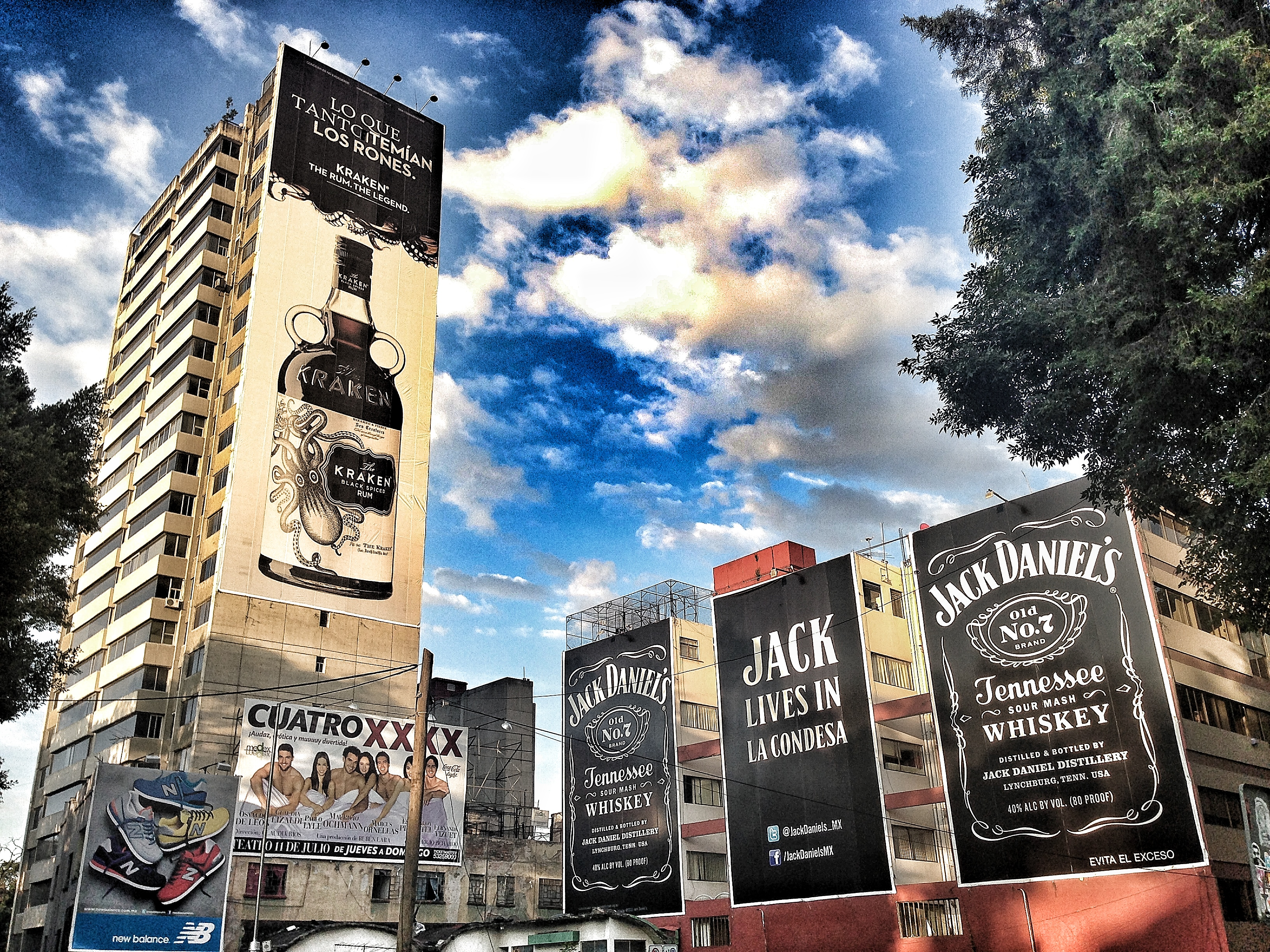
Adverteneties aan de zijkant van gebouwen, hoek Avenidas Tamaulipas en Alfonso Reyes

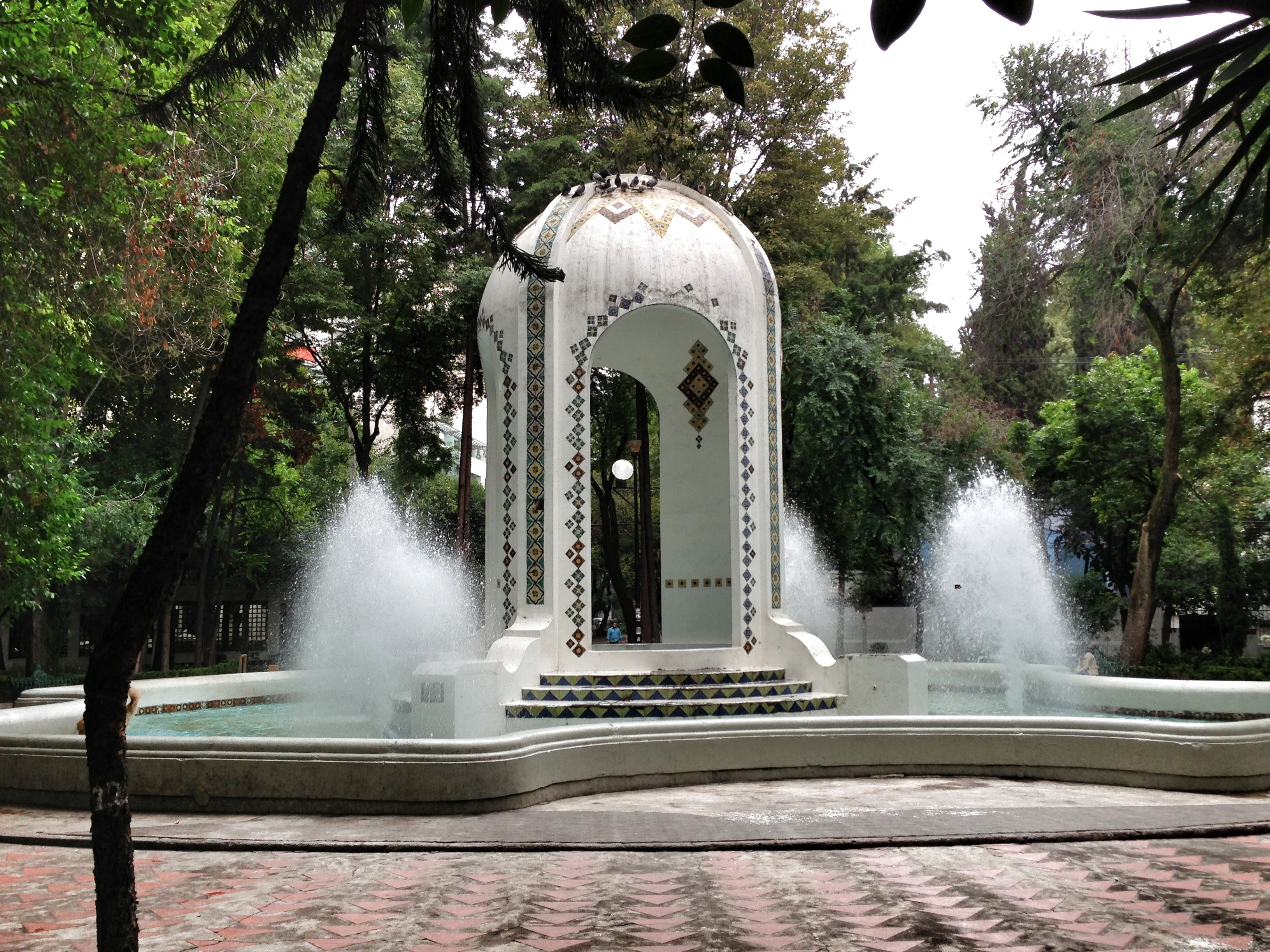
Fountain at Plaza Popcatépetl

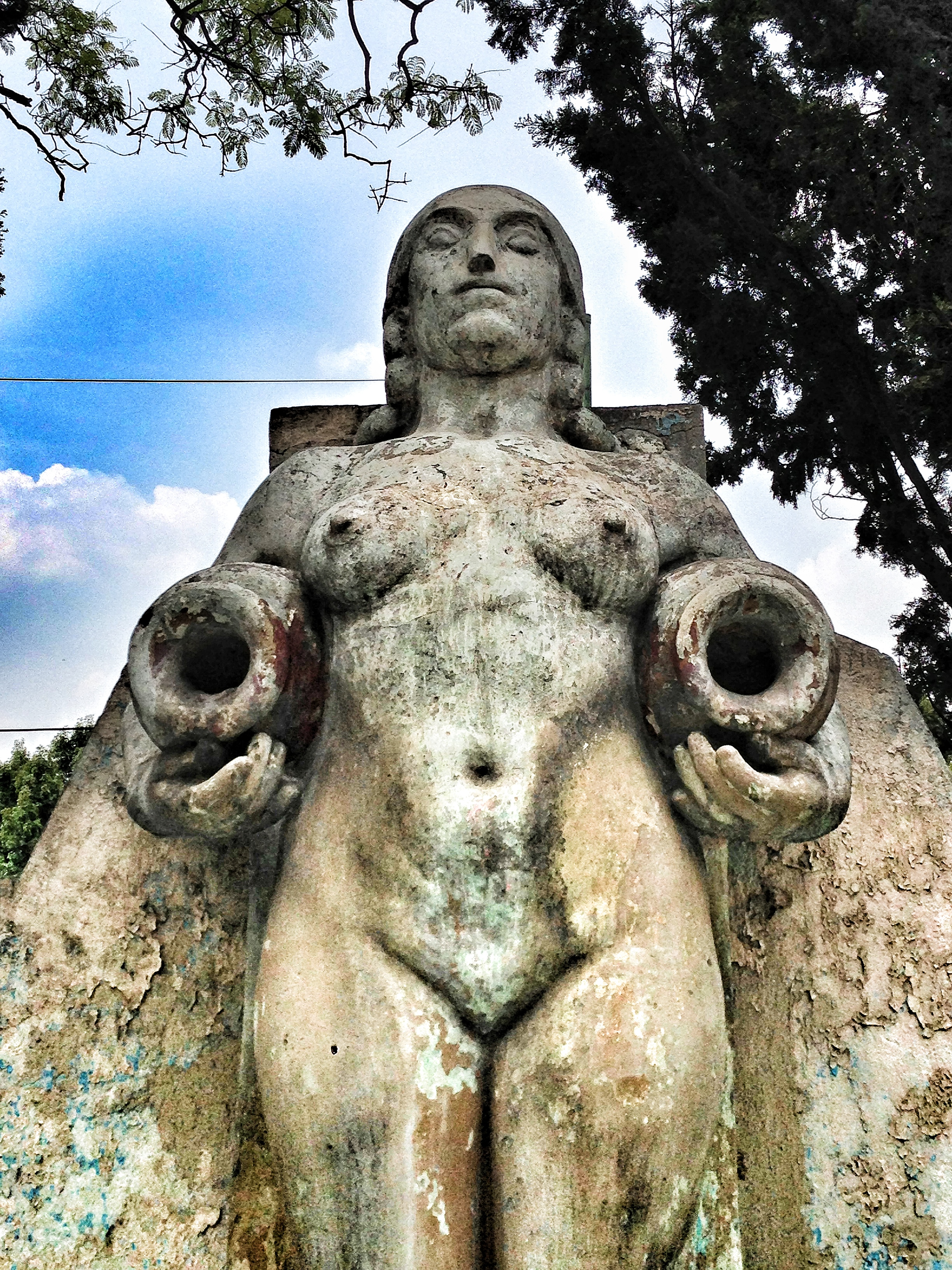
"Fuente de los Cántaros" fontein in het Parque México. Luz Jiménez was de model, symbool van de "mexicanidad" oftewel mexicaans-heid.

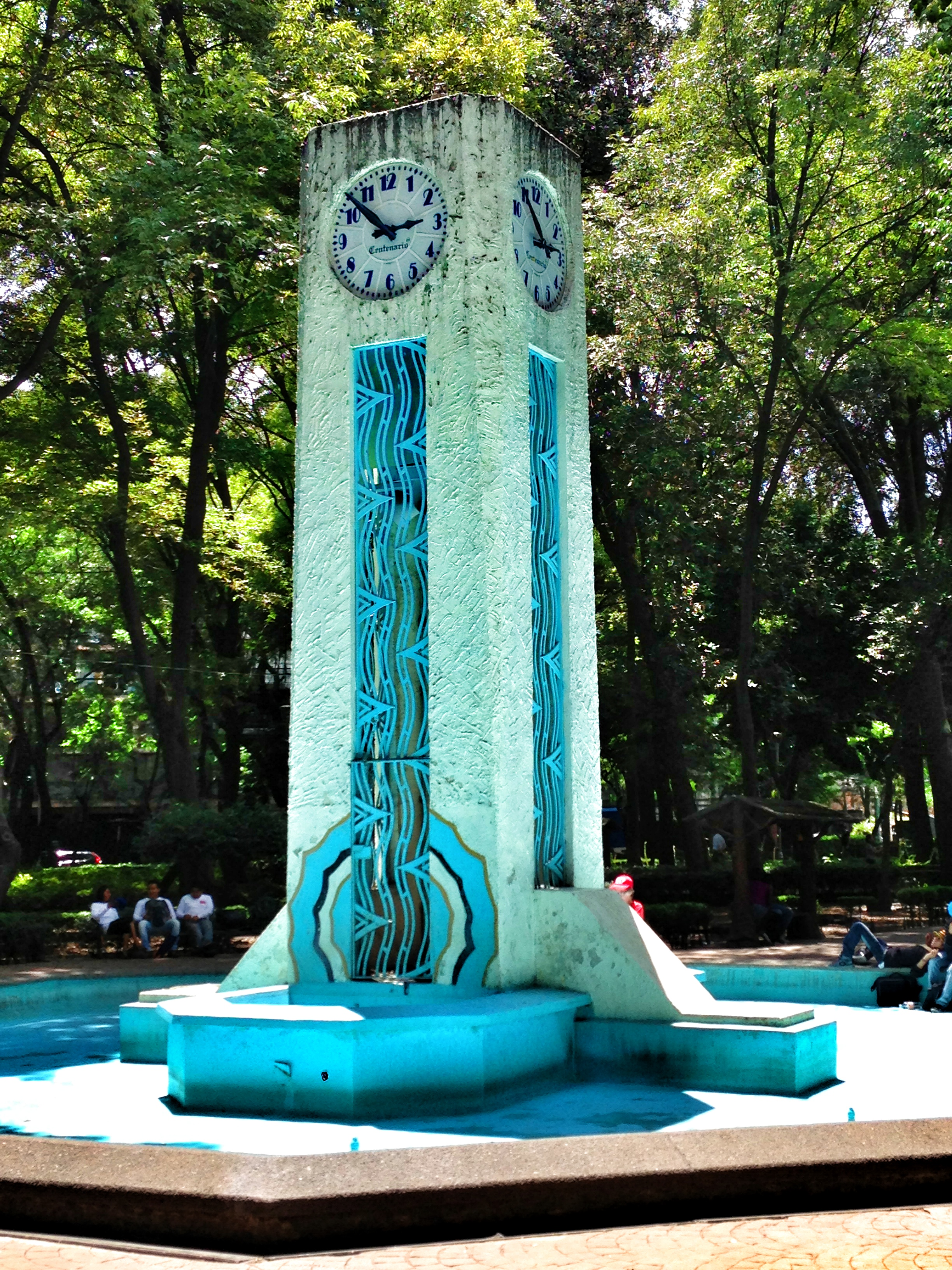
Art-deco-horloge in het Parque México

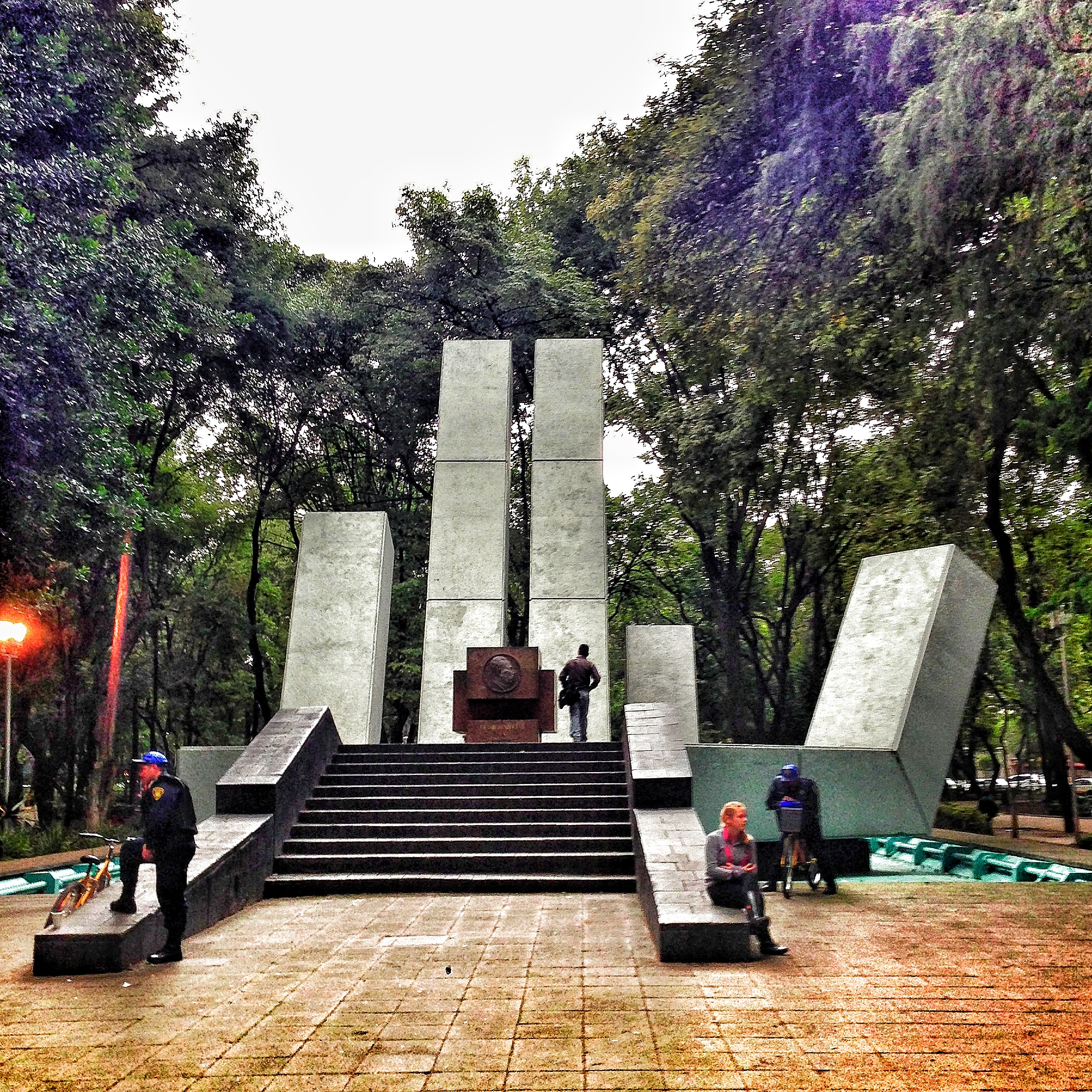
Monument aan Lázaro Cárdenas (verwelkomende de Spaanse immigranten), Parque España

Condesa is een wijk in de gemeente Cuauhtémoc in Mexico-Stad. Condesa is bekend om haar gerenoveerde art-deco-flatgebouwen van de jaren 1930-1950, haar parken Parque México en Parque España, de middenbermen (camellones) met planten en voetgangerspaden, en om de culinaire scène, met veel bekende restaurants.
De wijk is na 1902 gebouwd in opdracht van minister José Yves Limantour en president Porfirio Díaz, op de locatie van een voormalige paardenracebaan. De vorm van deze racebaan is nog terug te vinden in de straten Amsterdam en Avenida México. Daar Limantour een Fransman was en Díaz een francofiel, heeft de wijk een sterk Frans karakter en is ze grotendeels gebouwd in art-decostijl. De naam is afkomstig van een haciënda uit de koloniale tijdperk, die werd bewoond door de gravin (Spaans: condesa) van Miravalle. Tegenwoordig is de Russische ambassade in deze haciënda gevestigd.
Bekende personen die in Condesa hebben gewoond zijn Agustín Lara, Pilar Rioja, Juan Soriano en Ruth D. Lechuga. Ook wonen er in Condesa vrij veel Joden, die in de jaren 30 naar Mexico zijn gekomen.